# Handball aux Jeux panarabes
 (août 2017).
Si vous disposez d'ouvrages ou d'articles de référence ou si vous connaissez des sites web de qualité traitant du thème abordé ici, merci de compléter l'article en donnant les références utiles à sa vérifiabilité et en les liant à la section « Notes et références ».
Les Jeux panarabes de handball opposent des équipes nationales de handball issues de pays arabes. Le handball est apparu en 1961 lors de la 3e édition des Jeux panarabes.

## Tournoi masculin

### Palmarès
| Édition | Lieu       | Champion                            | Finaliste                           | Médaille de bronze                  |
| ------- | ---------- | ----------------------------------- | ----------------------------------- | ----------------------------------- |
| 1961    | Casablanca | République arabe unie               | Maroc                               | Jordanie                            |
| 1965    | Le Caire   | République arabe unie               | Palestine                           | Syrie                               |
| 1976    | Damas      | Syrie                               | Jordanie                            | ?                                   |
| 1985    | Rabat      | Tunisie                             | Algérie                             | Maroc                               |
| 1992    | Damas      | Égypte                              | Arabie saoudite                     | Tunisie                             |
| 1997    | Beyrouth   | pas de tournoi masculin de handball | pas de tournoi masculin de handball | pas de tournoi masculin de handball |
| 1999    | Amman      | Égypte                              | Maroc                               | Arabie saoudite Jordanie            |
| 2004    | Alger      | pas de tournoi masculin de handball | pas de tournoi masculin de handball | pas de tournoi masculin de handball |
| 2007    | Le Caire   | Égypte                              | Algérie                             | Arabie saoudite                     |
| 2011    | Doha       | Égypte                              | Qatar                               | Tunisie                             |
| 2023    | (5 villes) | Qatar                               | Arabie saoudite                     | Algérie                             |

### Édition 1985
La quatrième édition du tournoi masculin s'est déroulé en août 1985 en 7 jours entre 10 pays participants.
Les résultats du groupe A sont
- Algérie  et Bahreïn       18-18
- Algérie  bat Tunisie  17-16
- Tunisie  bat Bahreïn  23-22
- Irak  et Bahreïn         22-22
- Koweït  bat Bahreïn  22-21
- Algérie  bat Irak     23-18
- Algérie  bat Koweït   16-13
- Tunisie  bat Irak     30-22
- Tunisie  bat Koweït   22-19
- Koweït  bat Irak     25-16

|   | Équipe  | Pts | J | G | N | P | Bp | Bc  | Diff |
| - | ------- | --- | - | - | - | - | -- | --- | ---- |
| 1 | Algérie | 7   | 4 | 3 | 1 | 0 | 74 | 65  | 9    |
| 2 | Tunisie | 6   | 4 | 3 | 0 | 1 | 91 | 80  | 11   |
| 3 | Koweït  | 4   | 4 | 2 | 0 | 2 | 79 | 75  | 4    |
| 4 | Bahreïn | 2   | 4 | 0 | 2 | 2 | 83 | 85  | -2   |
| 5 | Irak    | 1   | 4 | 0 | 1 | 3 | 78 | 100 | -22  |

Les résultats du groupe B sont :
- Maroc  bat Émirats arabes unis     34-21
- Qatar  bat Djibouti                46-10
- Maroc  et Arabie saoudite              26-26
- Émirats arabes unis  bat Djibouti  43-12
- Émirats arabes unis  bat Qatar     23-20
- Arabie saoudite  bat ÉAU           27-20
- Arabie saoudite  bat Djibouti      36-16
- Arabie saoudite  bat Qatar         22-18
- Maroc  bat Qatar   ??-??
- Maroc  bat Djibouti   ??-??

|   | Équipe              | Pts | J | G | N | P | Bp  | Bc | Diff |
| - | ------------------- | --- | - | - | - | - | --- | -- | ---- |
| 1 | Maroc               | 7   | 4 | 3 | 1 | 0 | 000 | 00 |      |
| 2 | Arabie saoudite     | 7   | 4 | 3 | 1 | 0 | 111 | 80 | 31   |
| 3 | Émirats arabes unis | 4   | 4 | 2 | 0 | 2 | 107 | 93 | 14   |
| 4 | Qatar               | 2   | 4 | 0 | 2 | 2 | 000 | 00 |      |
| 5 | Djibouti            | 0   | 4 | 0 | 0 | 4 | 000 | 00 |      |

Les résultats de la phase finale sont :
|  | Demi-finales    | Demi-finales |                        |    | Finale    | Finale    |
|  | Demi-finales    | Demi-finales |                        |    | Finale    | Finale    |
|  |                 |              |                        |    |           |           |
|  | août 1985       | août 1985    |                        |    | août 1985 | août 1985 |
|  | août 1985       | août 1985    |                        |    | août 1985 | août 1985 |
|  | Algérie         | ??           |                        |    | août 1985 | août 1985 |
|  | Algérie         | ??           |                        |    | août 1985 | août 1985 |
|  | Arabie saoudite | ??           |                        |    | août 1985 | août 1985 |
|  | Arabie saoudite | ??           | Tunisie                | 25 |           |           |
|  | août 1985       |              | Tunisie                | 25 |           |           |
|  |                 | Algérie      | 15                     |    |           |           |
|  | Tunisie         | Algérie      | 15                     | ?? |           |           |
|  | Tunisie         |              |                        | ?? |           |           |
|  | Maroc           | ??           |                        |    |           |           |
|  | Maroc           | ??           | Match pour la 3e place |    |           |           |
|  |                 |              |                        |    |           |           |
|  | août 1985       |              |                        |    |           |           |
|  |                 |              |                        |    |           |           |
|  | Maroc           | 17           |                        |    |           |           |
|  | Maroc           | 17           |                        |    |           |           |
|  | Arabie saoudite | 13           |                        |    |           |           |
|  | Arabie saoudite | 13           |                        |    |           |           |

Le bilan de la compétition est :
- 50 matchs joués, 1027 buts marqués
- meilleur gardien de but : Cherif El-Mezdawi Moulay  Maroc
- meilleur joueur du tournoi : Badr Hussein (Bahreïn)  Bahreïn
- meilleur buteur : Mustapha Ahmed  Maroc 39 buts.

L'effectif de l'Algérie, médaille d'argent, était : Kamel Ouchia (GB), Mohamed Machou (GB), Karim El-Maouhab (GB), Azzeddine Bouzerar, Brahim Boudrali, Mustapha Doballah, Kamel Akkeb, Ahcene Djeffal, Abdelkrim Bendjemil, Fethnour Lacheheb, Zine Eddine Mohamed Seghir, Abou Sofiane Draouci, Abdeslam Benmaghsoula, Makhlouf Aït Hocine, Harrat, Hocine Ledra, Mouloud Mokhnache, Nacer Besni. Entraineur : Mohamed Aziz Derouaz.

### Édition 2023
La onzième édition du tournoi masculin s'est déroulé du 6 au 14 juillet 2023 entre 5 pays participants.
La compétition est remportée par le Qatar, net vainqueur en finale de l'Arabie saoudite. L'Algérie termine troisième.
Les résultats sont
| Date                    | Équipe 1        | Score   | Équipe 2        |
| ----------------------- | --------------- | ------- | --------------- |
| Journée 1 6 juillet     | Irak            | 25 – 32 | Arabie saoudite |
| Journée 1 6 juillet     | Jordanie        | 22 – 39 | Algérie         |
| Journée 2 7 juillet     | Arabie saoudite | 28 – 18 | Jordanie        |
| Journée 2 7 juillet     | Algérie         | 28 – 27 | Qatar           |
| Journée 3 8 juillet     | Qatar           | 36 – 21 | Jordanie        |
| Journée 3 8 juillet     | Algérie         | 21 – 21 | Irak            |
| Journée 4 10 juillet    | Jordanie        | 21 – 32 | Irak            |
| Journée 4 10 juillet    | Arabie saoudite | 22 – 23 | Qatar           |
| Journée 5 11 juillet    | Algérie         | 15 – 22 | Arabie saoudite |
| Journée 5 11 juillet    | Qatar           | 24 – 21 | Irak            |
| Demi-finales 12 juillet | Qatar           | 24 – 23 | Irak            |
| Demi-finales 12 juillet | Algérie         | 19 – 20 | Arabie saoudite |
| Finales 14 juillet      | Irak            | 29 – 31 | Algérie         |
| Finales 14 juillet      | Qatar           | 38 – 24 | Arabie saoudite |

## Tournoi féminin

### Palmarès
| Édition | Lieu       | Champion                           | Finaliste                          | Médaille de bronze                 |
| ------- | ---------- | ---------------------------------- | ---------------------------------- | ---------------------------------- |
| 1985    | Rabat      | Tunisie                            | Algérie                            | Maroc                              |
| 1992    | Damas      | Algérie                            | Tunisie                            | Syrie                              |
| 1997    | Beyrouth   | pas de tournoi féminin de handball | pas de tournoi féminin de handball | pas de tournoi féminin de handball |
| 1999    | Amman      | Algérie                            | Tunisie                            | Jordanie Égypte                    |
| 2004    | Alger      | pas de tournoi féminin de handball | pas de tournoi féminin de handball | pas de tournoi féminin de handball |
| 2007    | Le Caire   | pas de tournoi féminin de handball | pas de tournoi féminin de handball | pas de tournoi féminin de handball |
| 2011    | Doha       | Algérie                            | Tunisie                            | Jordanie                           |
| 2023    | (5 villes) | pas de tournoi féminin de handball | pas de tournoi féminin de handball | pas de tournoi féminin de handball |

### Édition 1985
Pour les 6e Jeux panarabes en 1985, la première édition du tournoi féminin s'est déroulée en août 1985 entre 4 pays participants.
| Le classement final est : \| \| Équipe \| Pts \| J \| G \| N \| P \| Bp \| Bc \| Diff \| \| - \| ------- \| --- \| - \| - \| - \| - \| -- \| -- \| ---- \| \| 1 \| Tunisie \| 5 \| 3 \| 2 \| 1 \| 0 \| 66 \| 30 \| 36 \| \| 2 \| Algérie \| 5 \| 3 \| 2 \| 1 \| 0 \| 57 \| 34 \| 23 \| \| 3 \| Maroc \| 2 \| 3 \| 1 \| 0 \| 2 \| 40 \| 37 \| 3 \| \| 4 \| Irak \| 0 \| 3 \| 0 \| 0 \| 3 \| 32 \| 94 \| -62 \| | Les résultats sont - Algérie bat Irak 30-09 - Tunisie bat Maroc 14-03 - Algérie et Tunisie 13-13 - Maroc bat Irak 25-09 - Algérie bat Maroc 14-12 - Tunisie bat Irak 39-14 |     |   |   |   |   |    |    |      |
| | Équipe | Pts | J | G | N | P | Bp | Bc | Diff |
| 1 | Tunisie | 5   | 3 | 2 | 1 | 0 | 66 | 30 | 36   |
| 2 | Algérie | 5   | 3 | 2 | 1 | 0 | 57 | 34 | 23   |
| 3 | Maroc | 2   | 3 | 1 | 0 | 2 | 40 | 37 | 3    |
| 4 | Irak | 0   | 3 | 0 | 0 | 3 | 32 | 94 | -62  |

Le bilan de la compétition est :
- meilleure joueuse du tournoi : Fahima Benchérifa,  Tunisie
- meilleure gardienne de but : Lynda Ménia,  Algérie
- meilleure buteuse : Dalila Sehmoud,  Maroc, 13 buts.